# Matteo Bruni
Matteo Bruni, né à Winchester (Royaume-Uni), le 23 novembre 1976, est un journaliste britannique d'origine italienne.
Il est nommé le 18 juillet 2019, par le pape François directeur du bureau de presse du Saint-Siège,, assisté de la journaliste d'origine brésilienne Cristiane Murray, collaboratrice de Radio Vatican depuis 1995. Matteo Bruni succède à Alessandro Gisotti, nommé à un poste créé pour lui : vice-directeur éditorial du Dicastère pour la communication.

## Biographie
Il naît en Angleterre en 1976 à Winchester. Il est diplômé de langue et littérature étrangère de La Sapienza de Rome. Il est embauché en 2009 à la salle de presse du Saint-Siège comme coordinateur de la section des accrédités, et gérant aussi les communications opératives avec la presse.
Quatre ans plus tard, il devient responsable de la communication et des médias durant les visites apostoliques du pape François et s'occupe d'organiser les relations externes avec la presse et d'accompagner les journalistes admis dans les vols du pape en déplacement.
Il est marié et père d'une fille, et depuis la fin de son adolescence, il est membre de la Communauté de Sant'Egidio, dans laquelle il a eu la possibilité de pratiquer quatre langues : l'anglais, l'italien, le français et l'espagnol.